# 頑張れ!かあちゃん
『頑張れ!かあちゃん』（がんばれ かあちゃん）は、1969年4月3日から同年9月25日までNET（現・テレビ朝日）系列局で放送されていたテレビドラマである。NETテレビと東映の共同製作。全26話。放送時間は毎週木曜 21:00 - 21:56 （日本標準時）。

## 作品概要・ストーリー
月刊誌『主婦の友』が読者から実体験談を募集し、その中から選んだ飯浜たえ子の作品をドラマ化したものである。モノクロ16mmフィルムで撮影され、テレビ放送も白黒で行われた。
本作は、主人公の尾形加代が木田家にお手伝いさんとして入り、家族の世話に努めるが、信助の妻・けいが6人の子供を残して亡くなり、加代が6人の母親代わりとなる。そして加代は子供たちと交流を深めて慕われ、やがて子供たちが成長して独立していくまで見守っていくという筋書きで進行。
主演の市原悦子は、主人公の加代が18歳から36歳になるまでを演じていた。その時代の流れにも設定があり、第10話（1969年6月5日放送）から第11話（1969年6月12日放送）に至るまでに9年の時が、さらに第18話（1969年7月31日放送）から第19話（1969年8月7日放送）に至るまでに3年の時が流れていることになっている。そのため、6人の子供たちの役者は第11話をもって一斉交代し、さらに第19話で次男・信次役の役者が交代した。
翌1970年には、「姉妹編ともいえる作品」と紹介されているドラマ『泣かないで!かあちゃん』が同じ時間帯に放送された。同作品には、本作のプロデューサー・脚本担当者・音楽担当者などの一部のスタッフが続投していた。また、出演者の大坂志郎も引き続き同作品に出演していた。

## キャスト

### レギュラー
- 尾形加代：市原悦子
- 木田信助：大坂志郎
- 加代の母・おしん：堀越節子
- 木田けい（信助の妻）：大塚道子
- 三吉：新克利
- 磯林：松本克平
- 千造：荘司肇
- 巳之吉：仲野力永
- たつ：三戸部スエ
- あや子：赤沢亜沙子
- バーテン・田中：原田清人
- 木田信一郎（長男）：武岡淳一（第10話まで） → 有川博（第11話から）
- 木田房子（長女）：浅村厚子（第10話まで） → 真屋順子（第11話から）
- 木田道子（次女）：石川えり子（第10話まで） → 千葉裕子（第11話から）
- 木田はま子（三女）館野令子（第10話まで） → 西尾三枝子（第11話から）
- 木田かな子（四女）：田村由美子（第10話まで） → 二木てるみ（第19話から）
- 木田信次（次男）：須永博之（第10話まで） → 保坂礼二（第11話 - 第18話） → 木下清（第19話から）

### ゲスト
- 武智豊子（第1話）
- 中村美代子（第3話）
- 近松麗江（第3話）
- 荒木一穂（第4話）
- 二木てるみ（第19話）
- 山崎信子：文野朋子（第20話）
- 山崎信彦：石田太郎（第20話）
- 砂川：渥美国泰（第21話 - 第23話）
- 砂川の娘・美香：中島美紀子（第21話 - 第23話）
- 信助の妹・おみね：中村たつ（第24話）
- 雄作：松野健一（第25話）
- 秋元：小笠原良智（第25話）

## スタッフ
- 原案：飯浜たえ子（『主婦の友』入選作）
- プロデューサー：服部尚雄
- 脚本：八住利雄、椎名龍治、八木柊一郎、北村篤子
- 監督：家城巳代治、渡辺成男、中村経美、畠山豊彦
- 助監督：三村道治 ほか
- 音楽：塚原晢夫
- 制作：NET、東映テレビプロ

## 主題歌
「頑張れ！かあちゃん」
作詞：横井弘 / 作曲：塚原晢夫 / 歌：大庭照子（ポリドール）